# Jandré Le Roux
Jandré Le Roux (Atlanta, 1980) è un attore statunitense.

## Biografia
Jandré Le Roux è nato ad Atlanta, Georgia, in una famiglia di origini cajun. Ha intrapreso la carriera recitativa nel 2016 apparendo in produzioni cinematografiche e televisive quali Transformers - L'ultimo cavaliere, danZ!, Tomb Raider, Deep State e Die Byl mentre, nel 2023, entra a far parte del cast della serie Netflix One Piece nel ruolo di Kuroobi.

## Filmografia

### Cinema
- Modder en bloed, regia di Sean Else (2016)
- Transformers - L'ultimo cavaliere, regia di Michael Bay (2017)
- Tomb Raider, regia di Roar Uthaug (2018)
- Sanju, regia di Rajkumar Hirani (2018)
- Bulletproof 2, regia di Don Michael Paul (2020)
- Codice: cacciatore (Heart of the Hunter), regia di Mandla Dube (2024)
- Gebokste Liefde, regia di Annelize Frost (2024)
- G20, regia di Patricia Riggen (2025)

### Televisione
- Suidooster - soap opera, 18 puntate (2016)
- Jamillah and Aladdin - serie TV, 7 episodi (2016)
- danZ! - serie TV, 20 episodi (2017-2018)
- Ice - serie TV, 2 episodi (2018)
- Deep State - serie TV, episodio 2x06 (2018)
- Vagrant Queen - serie TV, episodio 1x09 (2020)
- Die Byl - serie TV, 2 episodi (2020-2024)
- G.I.L - serie TV, episodio 1x04 (2021)
- Abraham Lincoln - miniserie TV, puntata 1x01 (2022)
- Projek Dina - serie TV, episodio 2x10 (2022)
- Ludik - serie TV, 6 episodi (2022)
- Warrior - serie TV, 5 episodi (2022)
- One Piece - serie TV, 4 episodi (2023)
- Wyfie - serie TV, episodio 1x06 (2024)

## Doppiatori italiani
Nelle versioni in italiano delle opere in cui ha recitato, Jandré Le Roux è stato doppiato da:
- Francesco Rizzi in One Piece